# Вантадур (виконтство, затем графство и герцогство)

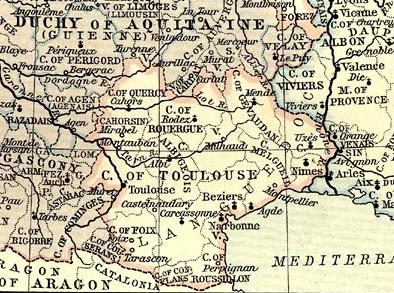
Вантадур на карте Аквитании

Виконтство Вантадур на карте Франции (между Лиможем и Овернью)

Виконтство Вантадур (Vicomté de Ventadour) — феодальное княжество в средневековой Франции.
Образовалось в 1053 г. результате раздела виконтства Комборн между сыновьями Аршамбо II. Младший, Эбль I, получил восточную часть. В 1060 г. он сделал своей столицей город Вантадур.
Список виконтов:
- Эбль I
- Аршамбо, упом. 1095 и 1113
- Эбль II ле Кантадор (Певец), упом. 1095 и 1107
- ?—1170 Эбль III, сын или внук
- Эбль IV (Аршамбо)
- ок. 1214—1236 Эбль V
- ок. 1236—1260 Эбль VI
- Эбль VII
- 1297—1323 Эли
- 1321—1329 Эбль IX
- Бернар II — с 1329 виконт, с 1350 граф Вантадура.

В 1350 году виконтство Вантадур возведено в ранг графства.
Список графов:
- 1350—1389 Бернар II, граф Монпансье.
- 1389—1407 Робер, сын
- 1407—1424 Жак, сын
- 1424—1486 Шарль, брат
- 1486—1500 Луи, сын
- 1500- Жильбер I де Леви, внук
- Жильбер II де Леви
- Жильбер III де Леви (ум. 1591) — граф, с 1578 первый герцог Вантадура.